# Sergej Kljugin
Sergej Petrovič Kljugin (in russo Сергей Петрович Клюгин?; Kinešma, 24 marzo 1974) è un ex altista russo.

## Biografia
La sua prima partecipazione ad una competizione di rilievo avviene nel 1997, quando ottenne l'11º posto al mondiale del 1997 ad Atene. Il suo miglior successo è l'oro olimpico a Sydney 2000, ottenuto con la misura di 2,35 metri, un centimetro sotto la sua miglior prestazione ottenuta nel 1998. L'unica sua altra medaglia è datata 1998, quando vinse il bronzo agli europei del 1998.